# Bubaridae
Los bubáridos (Bubaridae) son una familia de demosponjas perteneciente al orden Lyssacinosida.

## Taxonomía
Se reconocen los siguientes géneros:
- Bubaris Gray, 1867
- Cerbaris Topsent, 1898
- Monocrepidium Topsent, 1898